# 絲綢獵犬

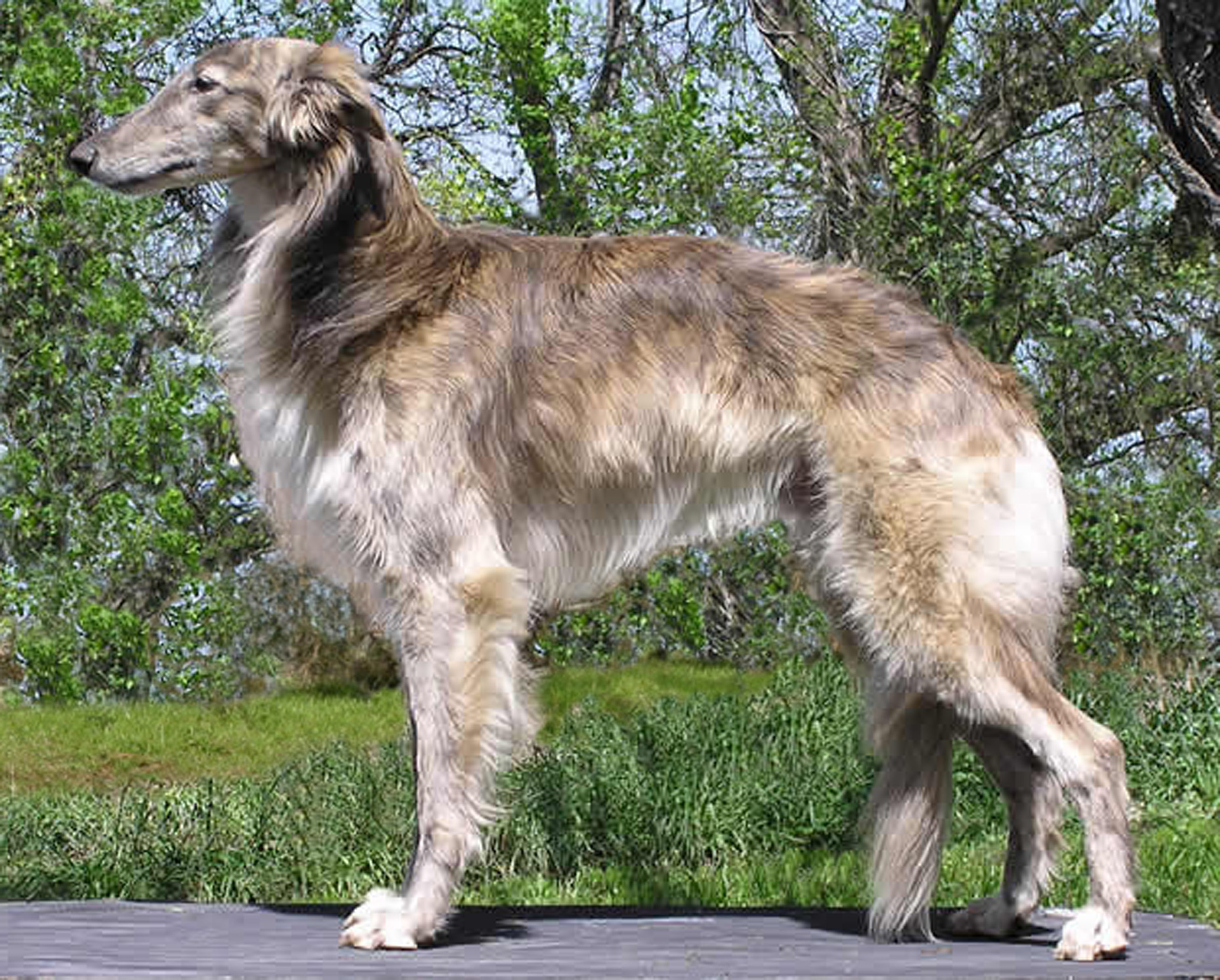
一隻棕灰色的絲綢獵犬

## 外觀
絲綢獵犬是優雅的中小型視覺型獵犬，有中等長度的絲質狗的被毛。他們有許多顏色，顏色從白色到黑色，中間有明亮的點綴和純紅色。它們可能有斑點、燕尾服花樣或純色。

## 氣質
絲綢獵犬是一種可愛又俏皮的犬種，對有孩子的家庭來說是好狗。由於他們的友好，因此他們不是好護衛犬，但是卻容易破壞房子，不過可以訓練與小家庭寵物住在一起。他們特別喜歡敏捷訓練、治療犬、飛球和服從訓練。

## 健康
絲綢獵犬通常壽命可達14歲以上。骨骼和關節疾病，如髖關節發育不良和臃腫是罕見的。絲綢獵犬的一些品種對伊維菌素和相關藥物敏感；現在可以通過一個簡單的測試來確定一隻狗是否攜帶有缺陷的多藥耐藥基因MDR1。負責任的育種者正在努力從繁殖種群中移除這種基因。一些飼主表示有些犬隻在晚年會罹患罕見的隱睾症、臍疝，先天性多發性關節攣縮症、耳聾和白內障。

## 歷史
絲綢獵犬由培育，她是一位成功的美國犬業俱樂部狗展蘇俄牧羊犬和獵鹿犬的育種者，使用她喜愛的蘇俄牧羊犬和勒車犬血統。第一胎絲綢獵犬於1985年開始生產，1999年成立了一個品種俱樂部International Silken Windhound Society。2011年初，絲綢獵犬被聯合養犬俱樂部認可。此犬種現在分佈於24個國家。